# Santa Coloma de Pena
Santa Coloma de Pena és un antic poble del terme comunal de Cases de Pena, a la comarca del Rosselló, de la Catalunya Nord, actualment només hi ha dempeus una paret de l'església de Santa Coloma de Cavanac, o de Pena.
Estava situat a l'oest del poble de Cases de Pena, a la dreta de l'Aglí, a l'nterior d'un meandre molt pronunciat just a la sortida de l'Estret de Cavanac.